# Santa Maria de les Besses
Santa Maria de les Besses és una ermita situada al municipi de Cervià de les Garrigues (Garrigues). Està ubicada al costat del poblat de les Besses, actualment en runes. És una obra inclosa en l'Inventari del Patrimoni Arquitectònic de Catalunya.

## Descripció
L'edifici presenta una sola nau de planta rectangular amb orientació nord-oest típica de les esglésies de l'època. A l'exterior no s'observa cap diferència entre la nau i el presbiteri, on es troba l'altar, està més elevada que la resta de la nau, i s'accedeix a ella per una escala formada de lloses de pedra. Els murs estan fets amb carreus de pedra sorrenca, molt voluminosos a la part baixa dels murs. En general els carreus s'uneixen amb morterades de pedra amb fang. A l'exterior cal destacar-hi una sèrie de contraforts (concretament tres) fets amb pedra sorrenca picada però no gaire treballada. Aquests contraforts són de vital importància per reforçar la paret contra restant la força dels arcs. Pel que fa a les finestres, l'església només ni presenta dues, una al frontis est i l'altra a l'oest, al presbiteri.
La teulada ha estat reconstruïda. El sostre presenta embigats de fusta a dos vessants apuntalats en tres arcs diafragma. Els arcs es prolonguen pel mur fins a terra i corresponen amb els tres contraforts de l'exterior. La porta que es troba al mur nord té un arc de mig punt amb dovelles molt notables en sentit de radi, encara que són més petites i estretes en l'arc. A l'interior la porta presenta una mena d'arc escarser format per dovelles ben escairades, ben tallades. Al mur nord, a l'exterior, al costat dret de la porta, hi ha una construcció de carreus que guarda els ossos de l'antic cementiri de la població de les Besses. A l'interior s'hi pot observar una de les característiques més importants de l'art de l'època, els arcs apuntats (element típic del gòtic) que conviuen amb elements del romànic (arc de mig punt, etc.).

## Història
El poble de les Besses, avui desaparegut, fou edificat al fons de la Vallseca, no lluny del castell de l'Albi. La seva colonització no va ésser efectuada fins entrat el segle xiii, per Arnau Punyet. El poblament tingué un caràcter col·lectiu segons la carta que Punyet i la seva muller escrigueren el 25 de febrer de 1225, i començà amb cinc famílies.
Aquesta construcció data de 1265 quan el bisbe de Lleida autoritzà a construir una església, pel petit poble de Les Besses, ja que fins aleshores oïen missa a l'església del castell de Castelldàsens. L'ermita es trobava pràcticament ensorrada fins a la seva restauració, feta als anys seixanta i acabada l'any 1973, que li ha donat una nova vida. Aleshores s'arranjà la teulada i els contraforts laterals i el campanar es feren de nou. Actualment hi té lloc la celebració de l'aplec el diumenge de Pasqua de Pentecosta. La parròquia va editar uns Goigs el 1985 per a venerar la Mare de Déu de les Besses.